# Корпусна група «F»
Корпусна́ гру́па «F» (нім. Korps-Abteilung F) — оперативно-тактичне об'єднання Вермахту, корпусна група в роки Другої світової війни. 10 вересня 1944 переформована на 62-гу піхотну дивізію Вермахту.

## Історія
Корпусна група «F» була сформована 13 березня 1944 шляхом об'єднання розгромлених на Східному фронті 38-ї, 62-ї та 123-ї піхотних дивізій Вермахту зі складу групі армій «A».

## Райони бойових дій
- СРСР (південний напрямок) (березень — липень 1944).

## Командування

### Командири
- генерал-майор Луїс Троннір (нім. Louis Tronnier) (13 березня — 20 липня 1944).

## Нагороджені корпусної групи
Нагороджені корпусної групи
|  | Кавалери Нагрудного знаку ближнього бою в золоті                                                         | 2 |
|  | Кавалери Золотого Німецького Хреста                                                                      | 3 |
|  | Кавалери Срібного Німецького Хреста                                                                      | 1 |
|  | Кавалери Почесної Відзнаки Сухопутних військ «Почесна пряжка на орденську стрічку для Сухопутних військ» | 6 |

## Бойовий склад корпусної групи «F»
Формування управління, забезпечення та підтримки
- 62-й дивізійний фузілерний батальйон (Divisions-Füsilier-Bataillon 62);
- 123-й протитанковий батальйон (Panzerjäger-Abteilung 123);
- 162-й саперний батальйон (Pionier-Bataillon 162);
- 162-й батальйон зв'язку (Nachrichten-Abteilung 162);
- 162-й навчальний батальйон (Feldersatz-Bataillon 162);
- 162-ге управління постачання (Nachschubtruppen 162).

- 38-ма дивізійна група (Divisionsgruppe 38);
- 62-га дивізійна група (Divisionsgruppe 62);
- 123-тя дивізійна група (Divisionsgruppe 123);
- 162-й артилерійський полк (Artillerie-Regiment 162).